# One Laptop per Child
One Laptop per Child (OLPC) (traduzido como um laptop por criança) foi uma iniciativa sem fins lucrativos estabelecida com o objetivo de transformar a educação de crianças em todo o mundo; esse objetivo deveria ser alcançado criando e distribuindo dispositivos educacionais para o mundo em desenvolvimento e criando software e conteúdo para esses dispositivos.
Quando o programa foi lançado em 2005, o preço de varejo típico de um laptop era consideravelmente superior a US$ 1.000 (EUA), portanto, atingir esse objetivo exigia a produção de uma máquina de baixo custo. Isso se tornou o OLPC XO Laptop, um laptop de baixo custo e baixo consumo de energia projetado por Yves Béhar com Continuum, agora EPAM Continuum. O projeto foi originalmente financiado por organizações membros como AMD, eBay, Google, Marvell Technology Group, News Corporation e Nortel. Chi Mei Corporation, Red Hat e Quanta forneceram suporte em espécie. Após vendas decepcionantes, a fundação fechou em 2014.
O projeto OLPC foi objeto de muita discussão. Foi elogiado por ser pioneiro em laptops de baixo custo e baixo consumo de energia e por inspirar variantes posteriores, como Eee PCs e Chromebooks; por garantir o consenso em nível ministerial em muitos países de que a alfabetização em informática é uma parte importante da educação; por criar interfaces que funcionaram sem alfabetização em nenhum idioma e, principalmente, sem alfabetização em inglês. Foi criticado por muitos lados em relação ao seu foco centrado nos EUA, ignorando problemas maiores, altos custos totais, baixo foco na manutenção e treinamento e seu sucesso limitado. O projeto OLPC é revisado criticamente em um livro do MIT Press de 2019 intitulado The Charisma Machine: The Life, Death, and Legacy of One Laptop per Child.

## História
O programa OLPC tem suas raízes na pedagogia de Seymour Papert, uma abordagem conhecida como construcionismo, que defendia o fornecimento de computadores para crianças em idades precoces para permitir a alfabetização digital completa. Papert, juntamente com Nicholas Negroponte, estiveram no MIT Media Lab desde o início. Papert comparou a velha prática de colocar computadores em um laboratório de informática a livros acorrentados às paredes em velhas bibliotecas. Negroponte comparou computadores compartilhados a lápis compartilhados. No entanto, esse padrão parecia inevitável, dados os altos preços dos computadores (mais de US$ 1.500 cada para um laptop típico ou um pequeno desktop em 2004).
Em 2005, Negroponte falou no Fórum Económico Mundial, em Davos. Nessa palestra, ele exortou a indústria a resolver o problema, a permitir um laptop de US$ 100, que permitiria o aprendizado construcionista, revolucionaria a educação e levaria o conhecimento do mundo a todas as crianças. Ele trouxe uma maquete e foi descrito como rondando os salões e corredores de Davos para angariar apoio. Apesar do ceticismo relatado de Bill Gates e outros, Negroponte deixou Davos com interesse comprometido da AMD, News Corp, e com fortes indicações de apoio de muitas outras empresas. Desde o início, ficou claro que Negroponte pensava que a chave para reduzir o custo do laptop era reduzir o custo da tela. Assim, quando, ao retornar de Davos, ele conheceu Mary Lou Jepsen, a pioneira em telas que no início de 2005 ingressou no corpo docente do Media Lab do MIT, as discussões se voltaram rapidamente para a inovação de telas para possibilitar um laptop de baixo custo. Convencido de que o projeto agora era possível, Negroponte liderou a criação da primeira corporação para isso: a Hundred Dollar Laptop Corp.
Na Wikimania de 2006, Jimmy Wales anunciou que o Projeto One Laptop Per Child incluiria a Wikipédia como o primeiro elemento em seu repositório de conteúdo. Wales explicou: "Acho que é do meu interesse racional me preocupar com o que acontece com as crianças na África", elaborando em seu apelo de arrecadação de fundos:
No Fórum Económico Mundial de 2006 em Davos, Suíça, o Programa das Nações Unidas para o Desenvolvimento (PNUD) anunciou que apoiaria o laptop. O PNUD divulgou um comunicado dizendo que trabalharia com a OLPC para fornecer "tecnologia e recursos para escolas específicas nos países menos desenvolvidos".
A partir de 2007, a Associação gerenciou o desenvolvimento e a logística, e a Fundação gerenciou a arrecadação de fundos, como a campanha Give One Get One ("G1G1").

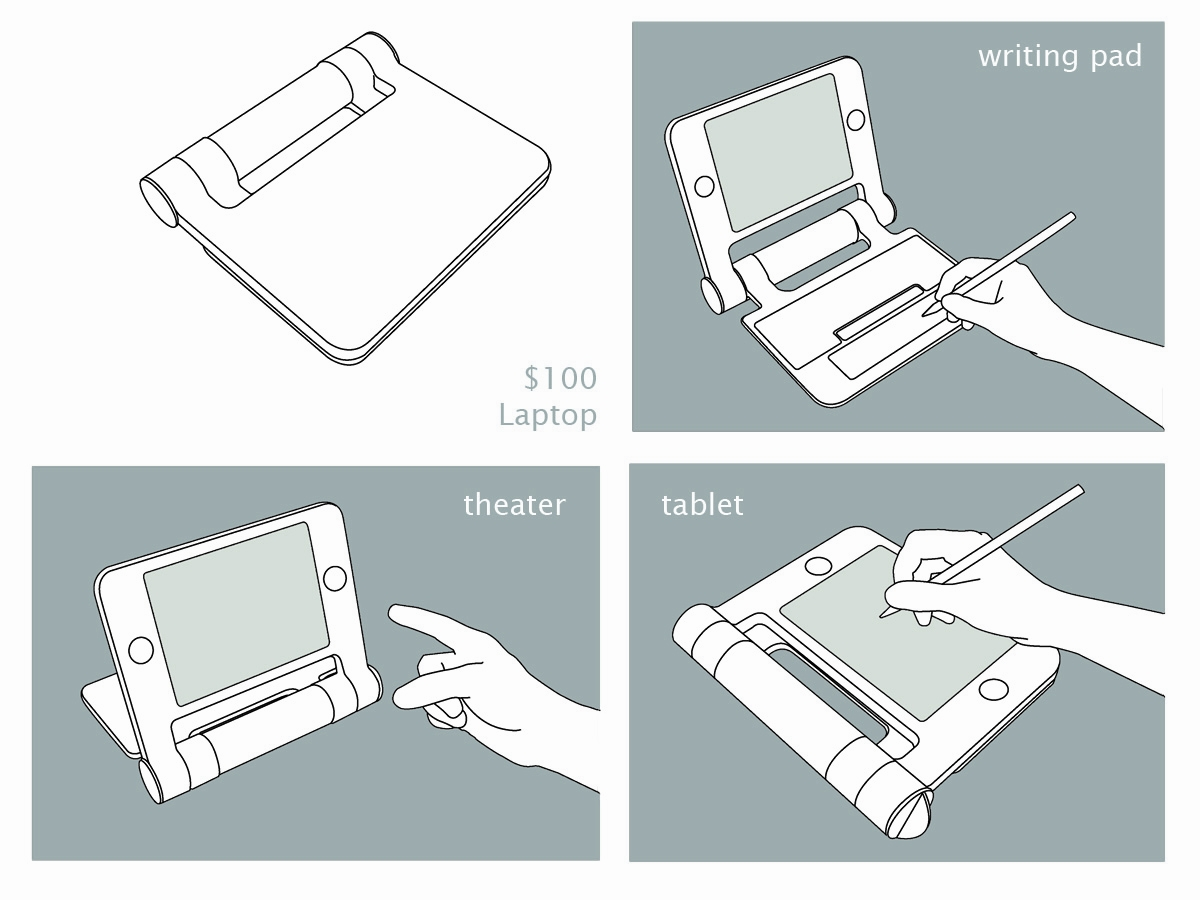
Proposta de design original OLPC XO-1

A Intel foi membro da associação por um breve período em 2007. Logo após o fundador da OLPC, Nicholas Negroponte, acusar a Intel de tentar destruir a organização sem fins lucrativos, a Intel ingressou no conselho com um acordo mútuo de não depreciação entre eles e a OLPC. A Intel renunciou à sua associação em 3 de janeiro de 2008, citando divergências com os pedidos de Negroponte para que a Intel parasse de despejar seus Classmate PCs.
Em 2008, Negroponte mostrou algumas dúvidas sobre o uso exclusivo de software de código aberto para o projeto, e fez sugestões de apoio para adicionar o Windows XP, que a Microsoft estava em processo de portar para o hardware XO. O Windows XP da Microsoft, no entanto, não é visto por alguns como um sistema operacional sustentável. A Microsoft anunciou que venderia o Windows XP por $ 3 por XO.[carece de fontes?] Seria oferecido como uma opção em laptops XO-1 e possivelmente seria capaz de dual boot ao lado do Linux. Em resposta, Walter Bender, que era o ex-presidente de software e conteúdo do projeto OLPC, deixou o OLPC e fundou o Sugar Labs para continuar o desenvolvimento do software Sugar de código aberto que havia sido desenvolvido no OLPC. Nenhuma implantação significativa optou por comprar licenças do Windows.

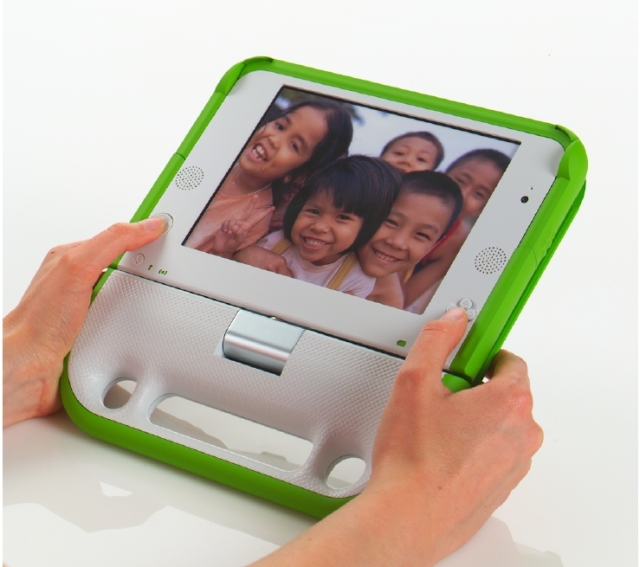
laptop OLPC XO-1 no modo e-boook

Charles Kane tornou-se o novo presidente e diretor de operações da Associação OLPC em 2 de maio de 2008. No final de 2008, o Departamento de Educação de Nova York comprou alguns computadores XO para uso por alunos de Nova York.
Anúncios para OLPC começaram a ser transmitidos no site de streaming de vídeo Hulu e outros em 2008. Um desses anúncios mostra John Lennon anunciando para OLPC, com um dublador desconhecido redigindo a voz de Lennon.
Em 2008, a OLPC perdeu um financiamento significativo. Seu orçamento anual foi reduzido de $ 12 milhões para $ 5 milhões, o que resultou em uma reestruturação em 7 de janeiro de 2009. O desenvolvimento do ambiente operacional do Sugar foi transferido inteiramente para a comunidade, a organização de suporte da América Latina foi ampliada e reduções de pessoal, incluindo Jim Gettys, afetou aproximadamente 50% dos empregados remunerados. Os 32 funcionários restantes também tiveram reduções salariais. Apesar do downsizing, a OLPC continuou o desenvolvimento dos laptops XO-1.5.
Em 2010, a OLPC mudou sua sede para Miami. O escritório de Miami supervisionou as vendas e o suporte para o laptop XO-1.5 e seus sucessores, incluindo o XO Laptop versão 4.0 e o OLPC Laptop. O financiamento da Marvell, finalizado em maio de 2010, revitalizou a fundação e permitiu a conclusão do primeiro trimestre de 2012 dos laptops XO-1.75 baseados em ARM e dos protótipos iniciais dos tablets XO-3. A OLPC recebeu pedidos para produção em massa do XO 4.0 e enviou mais de 3 milhões de laptops XO para crianças em todo o mundo.[carece de fontes?]

## Crítica
Na Cúpula Mundial sobre a Sociedade da Informação realizada pelas Nações Unidas na Tunísia de 16 a 18 de novembro de 2005, vários representantes africanos, principalmente Marthe Dansokho (uma missionária da Igreja Metodista Unida), criticaram os motivos do projeto OLPC e afirmou que o projeto apresentava soluções para prioridades equivocadas, afirmando que as mulheres africanas não teriam tempo suficiente para pesquisar novas culturas para cultivar. Ela acrescentou que água limpa e escolas são mais importantes. Mohammed Diop criticou especificamente o projeto como uma tentativa de explorar os governos de nações pobres, fazendo-os pagar por centenas de milhões de máquinas e a necessidade de mais investimentos em infraestrutura de internet. Outros também criticaram a implantação de laptops em países de renda muito baixa, considerando-os ineficazes em termos de custo quando comparados a medidas muito mais simples, como desparasitação e outras despesas com saúde infantil básica.
Lee Felsenstein, um engenheiro de computação que desempenhou um papel central no desenvolvimento do computador pessoal, criticou o design centralizado e de cima para baixo e a distribuição do OLPC.
Em setembro de 2009, Alanna Shaikh fez um elogio ao projeto no UN Dispatch, afirmando: "É hora de chamar uma pá de pá. O OLPC foi um fracasso."

### Custo
O projeto originalmente visava um preço de 100 dólares americanos. Em maio de 2006, Negroponte disse ao encontro anual de usuários da Red Hat: "É um preço flutuante. Somos uma organização sem fins lucrativos. Temos uma meta de US$ 100 até 2008, mas provavelmente será de US$ 135, talvez US$ 140." Um artigo de notícias da BBC em abril de 2010 indicava que o preço ainda permanecia acima de US$ 200.
Em abril de 2011, o preço permaneceu acima de $ 209. Em 2013, mais de 10% da população mundial vivia com menos de US$ 2 por dia. O último segmento de renda teria que gastar mais de um quarto de sua renda anual para comprar um único laptop, enquanto a média global de gastos com tecnologia da informação e comunicação (TIC) é de 3% da renda. Estudos empíricos mostram que a fronteira entre a TIC como um bem de necessidade e a TIC como um bem de luxo é aproximadamente em torno do "número mágico" de US$ 10 por pessoa por mês, ou US$ 120 por ano.
John Wood, fundador da Room to Read (uma organização sem fins lucrativos que constrói escolas e bibliotecas), enfatiza acessibilidade e escalabilidade em soluções de alta tecnologia. Embora seja a favor da iniciativa One Laptop per Child para fornecer educação a crianças no mundo em desenvolvimento a um preço mais barato, ele apontou que uma biblioteca de $ 2.000 pode atender 400 crianças, custando apenas $ 5 por criança para dar acesso a uma ampla gama de livros nas línguas locais (como khmer ou nepalês) e inglês; além disso, uma escola de US$ 10.000 pode atender de 400 a 500 crianças (US$ 20 a US$ 25 por criança). Segundo Wood, essas são soluções mais apropriadas para a educação nas densas florestas do Vietnã ou na zona rural do Camboja.
A organização de ajuda escandinava FAIR propôs a criação de laboratórios de informática com computadores de segunda mão reciclados como um investimento inicial mais barato. Negroponte argumentou contra essa proposição, afirmando o alto custo de operação dos laptops convencionais. A Computer Aid International duvidou que a estratégia de vendas da OLPC fosse bem-sucedida, citando a natureza "não testada" de sua tecnologia. A CAI reforma computadores e impressoras e os vende para países em desenvolvimento por £ 42 cada (compare com £ 50 cada para os laptops OLPC).

### Treinamento de professores e suporte contínuo
O projeto OLPC foi criticado por supostamente adotar uma abordagem de implantação "one-shot" com pouco ou nenhum suporte técnico ou treinamento de professores e por negligenciar programas-piloto e avaliação formal de resultados em favor de implantação rápida. Alguns autores atribuem essa abordagem não convencional ao suposto foco dos promotores na educação construtivista e no utopismo digital. Mark Warschauer, um professor da Universidade da Califórnia em Irvine e Morgan Ames, no momento em que escrevo, um candidato a PhD na Universidade de Stanford, apontou que o laptop por si só não preenche completamente a necessidade de estudantes em países desprivilegiados. As "máquinas infantis", como têm sido chamadas, foram implantadas em vários países, por exemplo, Uruguai, Peru, e nos Estados Unidos, Alabama, mas depois de um tempo relativamente curto, seu uso diminuiu consideravelmente, às vezes por problemas de hardware ou quebras, em alguns casos, de 27% a 59% nos primeiros dois anos, e às vezes por falta de conhecimento dos usuários sobre como tirar o máximo proveito da máquina.
No entanto, outro fator foi recentemente reconhecido: a falta de uma relação direta com a pedagogia necessária no contexto local para ser realmente eficaz. O Uruguai informa que apenas 21,5% dos professores usam o laptop em sala de aula diariamente e 25% relatam usá-lo menos de uma vez por semana. No Alabama, 80,3% dos alunos dizem que nunca ou raramente usam o computador nas aulas, e no Peru, os professores relatam que nos primeiros meses, 68,9% usam o laptop três vezes por semana, mas depois de dois meses, apenas 40% relatam tal uso. Aqueles de baixo nível socioeconômico tendem a não conseguir usar o laptop de forma eficaz para fins educacionais por conta própria, mas com andaimes e orientação de professores, a máquina pode se tornar mais útil. De acordo com um dos executivos que retornaram da OLPC, Walter Bender, a abordagem precisa ser mais holística, combinando tecnologia com um esforço comunitário prolongado, treinamento de professores e esforços e insights educacionais locais.
A organização foi acusada de simplesmente dar laptops a crianças carentes e "ir embora". Alguns críticos afirmam que esse modelo de implementação "drive-by" foi a estratégia oficial do projeto. Embora a organização tenha equipes de aprendizagem dedicadas a apoiar e trabalhar com os professores, Negroponte disse em resposta a essa crítica que "você realmente pode" dar às crianças um laptop conectado e ir embora, observando experiências com aprendizagem autoguiada.
Outras explicações para o fracasso incluíam um pedido mínimo alto, baixa confiabilidade e manutenibilidade, inadequação às condições e cultura locais e encorajamento das crianças a aprenderem novas formas de pensar em vez de permanecerem fiéis às velhas formas.

## Tecnologia

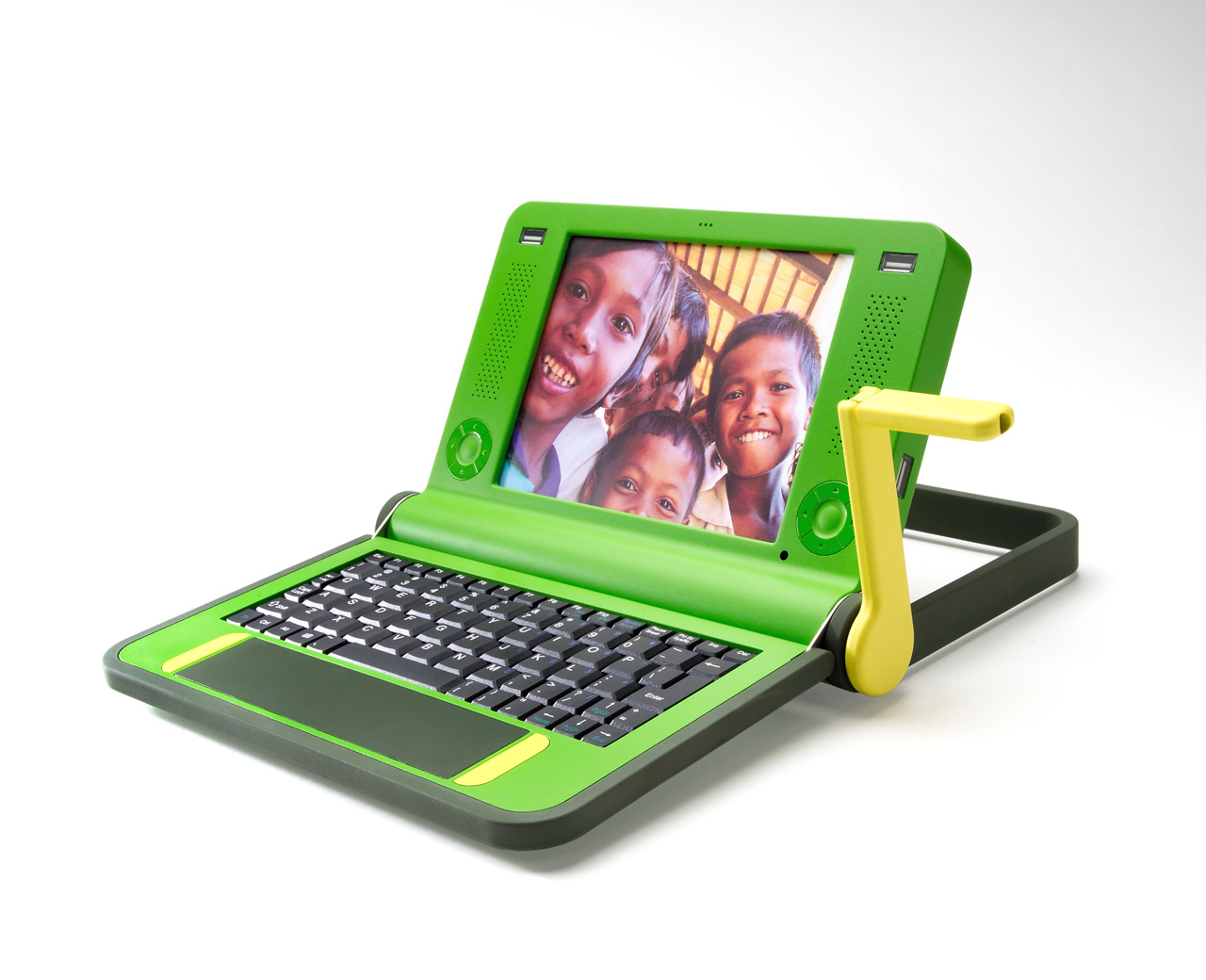
Um protótipo de segunda geração veio com uma manivela que se mostrou inviável.

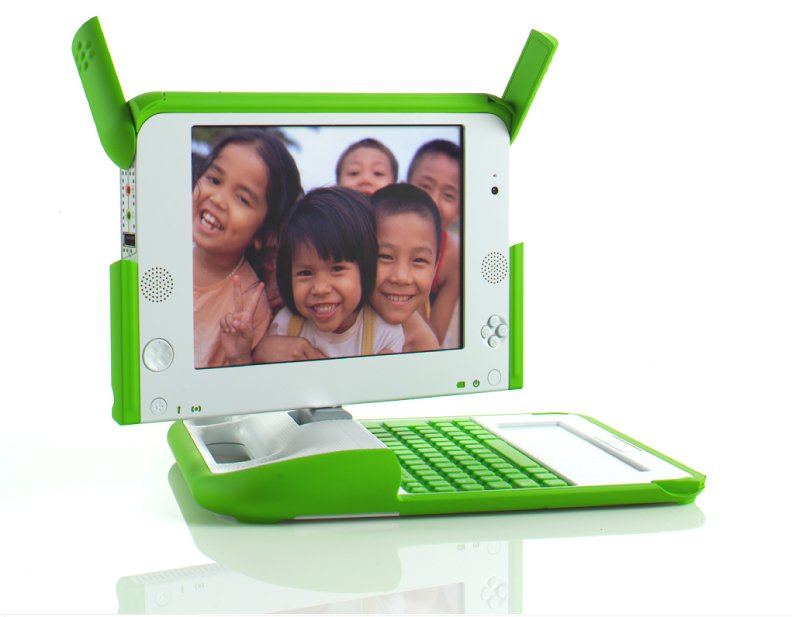
Laptop XO-1

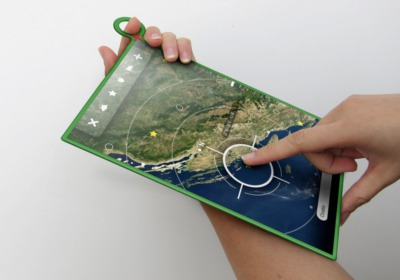
Conceito XO-3

O XO, anteriormente conhecido como "Laptop de US$ 100" ou "Máquina das Crianças", é um laptop barato projetado para ser distribuído a crianças em países em desenvolvimento em todo o mundo, para fornecer-lhes acesso ao conhecimento e oportunidades para "explorar, experimentar e expressar-se" (aprendizagem construcionista). O laptop foi projetado por Yves Béhar com Design Continuum e fabricado pela empresa de informática taiwanesa Quanta Computer.
Os computadores robustos e de baixo consumo de energia usam memória flash em vez de um disco rígido, executam um sistema operacional baseado em Fedora e usam a interface de usuário Sugar Labs, Sugar. A rede ad hoc móvel baseada no protocolo de rede mesh sem fio 802.11s permite que os alunos colaborem em atividades e compartilhem o acesso à Internet a partir de uma conexão. A rede sem fio tem um alcance muito maior do que os laptops de consumo típicos. O XO-1 foi projetado para custo mais baixo e vida útil muito mais longa do que os laptops típicos.
Em 2009, a OLPC anunciou um XO atualizado (apelidado de XO-1.5) para aproveitar as vantagens das tecnologias de componentes mais recentes. O XO-1.5 inclui um novo processador VIA C7-M e um novo chipset que fornece um mecanismo gráfico 3D e um decodificador de vídeo HD. Possui 1 GB de RAM e armazenamento interno de 4 GB, com opção para 8 GB. O XO-1.5 usa o mesmo display e uma interface de rede sem fio com metade da dissipação de energia.
As primeiras versões de protótipo do hardware foram disponibilizadas em junho de 2009 e estavam disponíveis para desenvolvimento e teste de software gratuitamente por meio de um programa de desenvolvedor.
Foi desenvolvido um modelo XO-1.75 que utilizava um processador Marvell ARM, visando um preço abaixo de US$ 150 e data de 2011.

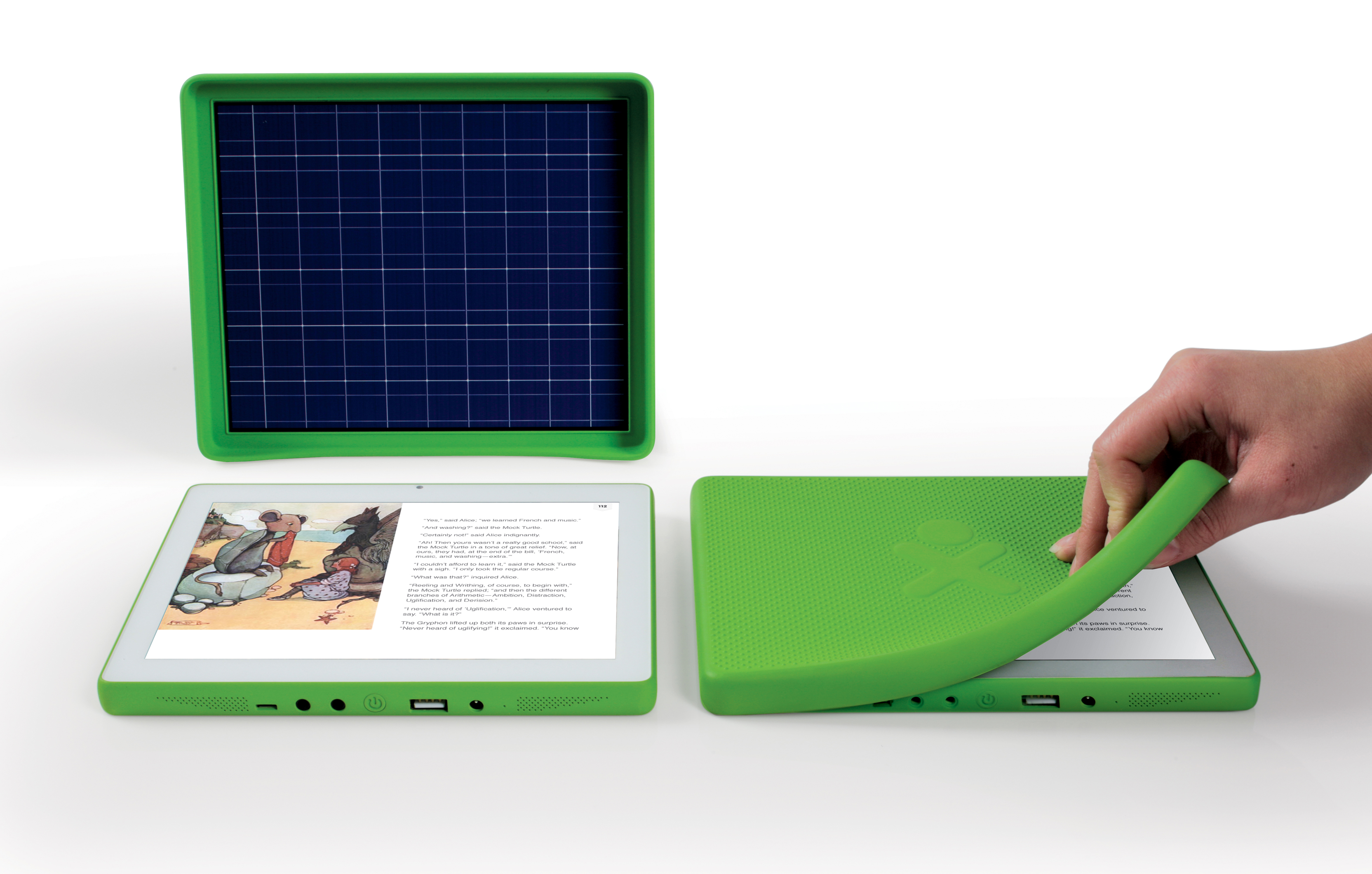
Modelo de produção XO-3

O conceito de design de duas folhas do XO-2 foi cancelado em favor do XO-3 de uma folha.
Um conceito XO-3 se assemelhava a um computador tablet e foi planejado para ter o funcionamento interno do XO 1.75. A meta de preço estava abaixo de $ 100 e a data era 2012.
Em maio de 2010, a OLPC estava trabalhando com a Marvell em outros designs de tablets futuros não especificados. Em outubro de 2010, tanto a OLPC quanto a Marvell assinaram um acordo concedendo à OLPC $ 5,6 milhões para financiar o desenvolvimento de seu computador tablet de próxima geração XO-3. O tablet deveria usar um chip ARM da Marvell.
Na CES 2012, a OLPC apresentou o modelo XO-3, que apresentava uma tela sensível ao toque e uma forma modificada do Sugar Labs "Sugar". No início de dezembro de 2012, no entanto, foi anunciado que o XO-3 não teria produção real, e o foco mudou para o XO-4.
O XO-4 foi lançado na International CES 2013 em Las Vegas o XO Laptop versão 4 está disponível em dois modelos: XO 4 e XO 4 Touch, com o último fornecendo entrada multitoque na tela. O XO Laptop versão 4 utiliza um processador ARM para oferecer alto desempenho com baixo consumo de energia, mantendo o design industrial do tradicional XO Laptop.

### Software
Os laptops incluem um sistema antifurto que pode, opcionalmente, exigir que cada laptop entre em contato periodicamente com um servidor para renovar seu token de aluguel criptográfico. Se a concessão criptográfica expirar antes que o servidor seja contatado, o laptop será bloqueado até que um novo token seja fornecido. O contato pode ser para um servidor específico do país em uma rede ou para um servidor local de nível escolar que foi carregado manualmente com tokens de "aluguel" criptográficos que permitem que um laptop funcione por dias ou até meses entre os contatos. Os tokens de concessão criptográfica podem ser fornecidos em uma unidade flash USB para escolas sem rede. Os laptops de produção em massa também são tivoized, não permitindo a instalação de software adicional ou a substituição do sistema operacional. Os usuários interessados em desenvolvimento precisam obter a chave de desbloqueio separadamente (a maioria dos laptops de desenvolvedores para usuários ocidentais já vem desbloqueada). Alega-se que o bloqueio impede o brick involuntário e faz parte do sistema anti-roubo.
Em 2006, o projeto OLPC foi fortemente criticado pelo acordo de não divulgação (NDA) da Red Hat com a Marvell sobre o dispositivo sem fio no OLPC, especialmente à luz do projeto OLPC sendo posicionado como uma iniciativa amigável de código aberto. Uma carta aberta para documentação foi assinada por Theo de Raadt (que recebeu o Prêmio de 2004 para o Avanço do Software Livre), e a iniciativa para documentação aberta foi apoiada por Richard Stallman, o presidente da Free Software Foundation. Mais tarde, De Raadt esclareceu que encontrou um problema com o OLPC ter arquivos de firmware proprietários que não podem ser redistribuídos independentemente (mesmo no formato binário) por sistemas operacionais de terceiros como o OpenBSD, além de não receber nenhuma documentação para escrever os drivers necessários para o sistema operacional. De Raadt apontou que o projeto OpenBSD não requer código-fonte de firmware e nenhuma documentação de baixo nível para funcionar no firmware, exigindo apenas os direitos de distribuição binária e documentação para interface com o dito firmware binário que roda fora da CPU principal, uma solicitação bastante simples que geralmente é atendida por muitos outros fornecedores de dispositivos sem fio, como Ralink. Stallman concordou plenamente com o pedido de de Raadt para abrir a documentação, já que Stallman é conhecido por manter uma posição ainda mais forte e idealista em relação aos componentes proprietários, e exige que mesmo o firmware que roda fora da CPU principal seja fornecido em seu formato de código-fonte, algo que de Raadt não exige. Mais tarde, De Raadt teve que apontar que essa posição mais idealista e menos realista foi, em vez disso, atribuída erroneamente à abordagem mais prática do OpenBSD para torná-la irracional, e registrou que a posição do OpenBSD é muito mais fácil de satisfazer, mas ainda assim no entanto, permaneceu sem solução.
A dedicação da OLPC ao "código livre e aberto" foi questionada com o anúncio de 15 de maio de 2008 de que compradores em grande escala teriam a opção de adicionar uma versão especial de custo extra do sistema operacional proprietário Windows XP desenvolvido por Microsoft juntamente com o sistema operacional regular, gratuito e aberto baseado em Linux com a GUI Sugar Labs "Sugar OS". A Microsoft desenvolveu uma versão modificada do Windows XP e anunciou em maio de 2008 que o Windows XP estaria disponível por um custo adicional de 10 dólares por laptop. James Utzschneider, da Microsoft, disse que inicialmente apenas um sistema operacional poderia ser escolhido. A OLPC, no entanto, disse que o trabalho futuro da OLPC permitiria que os laptops XO-1 tivessem inicialização dupla com o sistema operacional Linux/Sugar gratuito e aberto ou com o Microsoft Windows XP proprietário. Negroponte disse ainda que "a OLPC venderá apenas Linux e dual-boot, e não venderá apenas Windows [laptops XO-1]". A OLPC lançou o primeiro firmware de teste habilitando XO-1 dual-boot em 3 de julho de 2008. Esta opção não se mostrou popular. A partir de 2011, alguns pilotos receberam alguns milhares de máquinas dual-boot no total, e as novas máquinas baseadas em ARM não oferecem suporte ao Windows XP. Nenhuma implantação significativa comprou licenças do Windows. Negroponte afirmou que a disputa "se tornou uma distração" para o projeto, e que seu objetivo final era permitir que as crianças aprendessem, enquanto o construcionismo e o ethos do código aberto eram mais um meio para esse fim. Charles Kane concordou, afirmando que qualquer coisa que prejudicasse o objetivo final de ampla distribuição e uso era contraproducente.

### Bugs
A organização foi criticada por sua falta de suporte para solução de problemas. Os professores no Peru são instruídos a lidar com os problemas de duas maneiras. Se o problema for um problema de software, eles devem atualizar o computador e, se for um problema de hardware, devem denunciá-lo. No ambiente de sala de aula, essa abordagem de caixa preta está sendo criticada por fazer com que professores e alunos se sintam desconectados e confusos com o laptop, o que resulta, em muitos casos, em que os laptops acabam não sendo usados. Vários defeitos no hardware OLPC XO-1 surgiram no campo, e o reparo do laptop é frequentemente negligenciado pelos alunos ou suas famílias (que são responsáveis pela manutenção) devido ao custo relativamente alto de alguns componentes (como monitores).
No lado do software, sabe-se que o sistema de segurança Bitfrost é desativado incorretamente, tornando o laptop inutilizável até que seja desbloqueado pelos técnicos de suporte com as chaves apropriadas. (Esse é um processo demorado e o problema geralmente afeta um grande número de laptops ao mesmo tempo). A interface do Sugar tem sido difícil para os professores aprenderem, e o recurso de rede mesh no OLPC XO-1 era cheio de bugs e praticamente não era usado em campo.
O hardware OLPC XO-1 carece de conectividade com monitores ou projetores externos, e os professores não recebem software para avaliação remota. Como resultado, os alunos não conseguem apresentar seus trabalhos para toda a turma, e os professores também devem avaliar o trabalho dos alunos em laptops individuais. Os professores muitas vezes acham difícil usar o teclado e a tela, que foram projetados pensando no uso do aluno.

### Impacto ambiental
Em 2005 e antes do projeto final do hardware XO-1, o OLPC recebeu críticas por causa de preocupações com os impactos ambientais e de saúde de materiais perigosos encontrados na maioria dos computadores. O OLPC afirmou que pretendia usar o máximo possível de materiais ecologicamente corretos; que o laptop e todos os acessórios fornecidos pela OLPC seriam totalmente compatíveis com a Diretiva de Restrição de Substâncias Perigosas (RoHS) da UE; e que o laptop usaria muito menos energia do que os netbooks de consumo típicos disponíveis em 2007, minimizando assim a carga ambiental da geração de energia.
O XO-1 entregue (começando em 2007) usa materiais ecológicos, está em conformidade com a RoHS da UE e usa entre 0,25 e 6,5 watts em operação. De acordo com a Ferramenta de Avaliação Ambiental de Produtos Eletrônicos do Green Electronics Council, cujo único objetivo é avaliar e medir o impacto que os laptops têm no meio ambiente, o XO não é apenas não tóxico e totalmente reciclável, mas também dura mais, custa menos e é mais eficiente em termos de energia. O XO-1 é o primeiro laptop a receber a classificação de nível EPEAT Gold.

### Anonimato
Outras discussões questionam se os laptops OLPC devem ser projetados para promover o anonimato ou para facilitar o rastreamento governamental de laptops roubados. Um artigo da New Scientist de junho de 2008 criticou a opção de segurança P_THEFT da Bitfrost, que permite que cada laptop seja configurado para transmitir uma assinatura digital individualizada e não repudiável a um servidor central no máximo uma vez por dia para permanecer funcionando.

## Distribuição

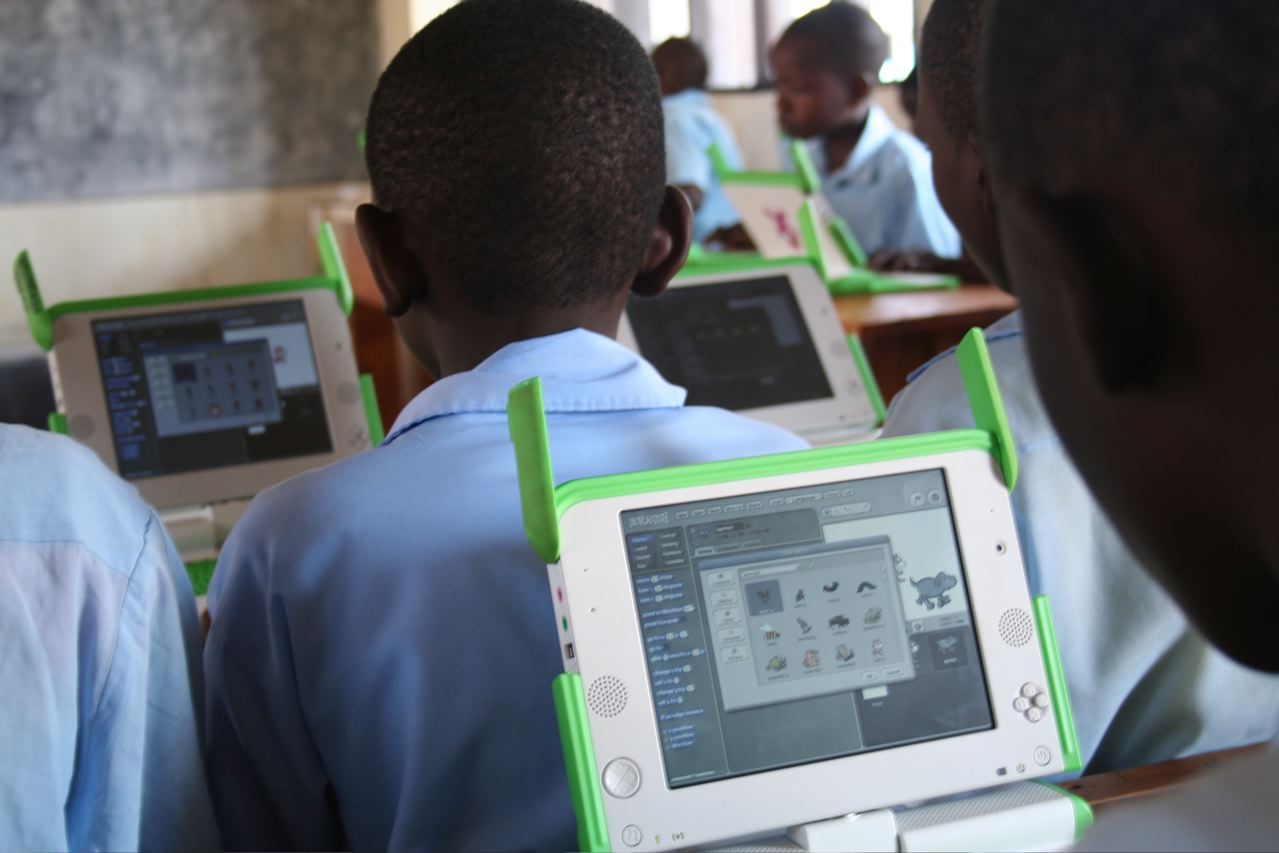
Em uma escola primária em Kigali, Ruanda em 2009, executando o Scratch

Os laptops são vendidos aos governos, para serem distribuídos através dos ministérios da educação com o objetivo de distribuir "um laptop por criança". Os laptops são entregues aos alunos, semelhantes aos uniformes escolares e, em última análise, permanecem propriedade da criança. O sistema operacional e o software estão localizados nos idiomas dos países participantes.
Posteriormente, a OLPC trabalhou diretamente com patrocinadores de programas dos setores público e privado para implementar seu programa educacional em escolas e comunidades inteiras. Como uma organização sem fins lucrativos, a OLPC exigia uma fonte de financiamento para seu programa para que os laptops fossem entregues aos alunos sem nenhum custo para a criança ou sua família.

### Distribuições anteriores
Aproximadamente 500 placas de desenvolvedor (Alpha-1) foram distribuídas em meados de 2006; 875 protótipos funcionais (Beta 1) foram entregues no final de 2006; 2.400 máquinas Beta-2 foram distribuídas no final de fevereiro de 2007; a produção em grande escala começou em 6 de novembro de 2007. Cerca de um milhão de unidades foram fabricadas em 2008.

### Programa Give 1 Get 1
A OLPC inicialmente afirmou que nenhuma versão para consumidor do laptop XO foi planejada. O projeto, no entanto, posteriormente estabeleceu o site laptopgiving.org para aceitar doações diretas e lançou uma oferta "Give 1 Get 1" (G1G1) a partir de 12 de novembro de 2007. A oferta foi inicialmente programada para durar apenas duas semanas, mas foi prorrogado até 31 de dezembro de 2007 para atender a demanda. Com uma doação de US$ 399 (mais US$ 25 de custo de remessa) para o programa OLPC "Give 1 Get 1", os doadores receberam um laptop XO-1 próprio e a OLPC enviou outro em seu nome para uma criança em um país em desenvolvimento. As remessas de laptops "Get 1" enviadas aos doadores foram restritas a endereços nos Estados Unidos, seus territórios e Canadá.
Cerca de 83.500 pessoas participaram do programa. A entrega de todos os laptops G1G1 foi concluída em 19 de abril de 2008. Os atrasos foram atribuídos ao atendimento de pedidos e problemas de remessa, tanto dentro da OLPC quanto com contratados externos para gerenciar esses aspectos do programa G1G1.

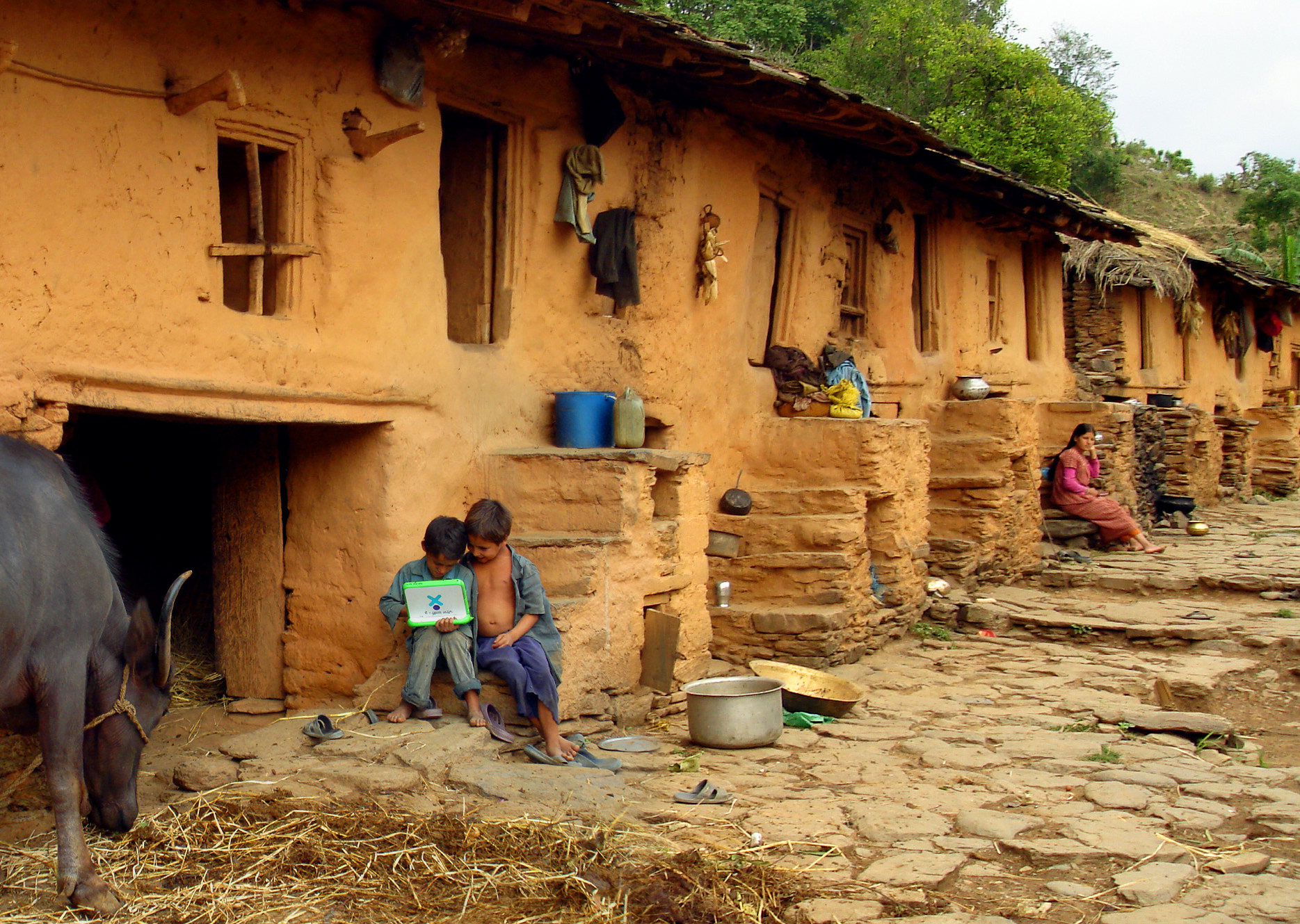
OLE Nepal, imagem de um laptop por criança do Nepal

Entre 17 de novembro e 31 de dezembro de 2008, um segundo programa G1G1[carece de fontes?] foi executado na Amazon.com e na Amazon.co.uk. Esta parceria foi escolhida especificamente para resolver os problemas de distribuição do programa G1G1 2007. O preço ao consumidor foi o mesmo de 2007, US$ 399.
O programa visava estar disponível em todo o mundo. Os laptops podem ser entregues nos EUA, no Canadá e em mais de 30 países europeus, bem como em alguns países da América Central e do Sul (Colômbia, Haiti, Peru, Uruguai, Paraguai), países africanos (Etiópia, Gana, Nigéria, Madagascar, Ruanda) e países asiáticos (Afeganistão, Geórgia, Cazaquistão, Mongólia, Nepal). Apesar disso, o programa vendeu apenas cerca de 12.500 laptops e gerou meros US$ 2,5 milhões, uma queda de 93% em relação ao ano anterior.
A OLPC não faz mais propaganda direta aos consumidores, concentrando-se em esforços de arrecadação de fundos.[carece de fontes?] Em 2011, eles lançaram um novo site projetado por Pentagram  e Upstatement.

### Remessas de laptops

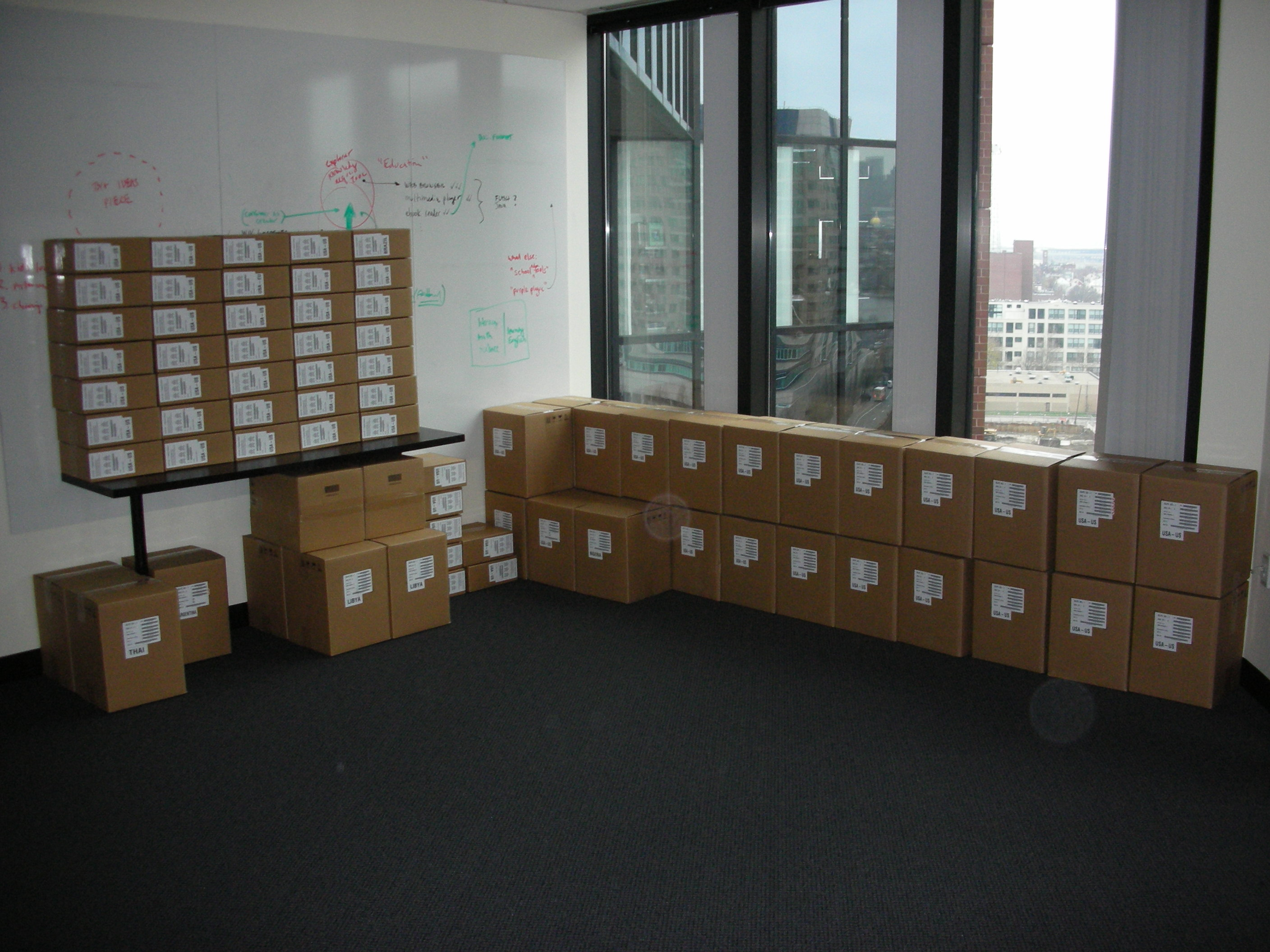
A primeira remessa de máquinas OLPC em Cambridge, MA

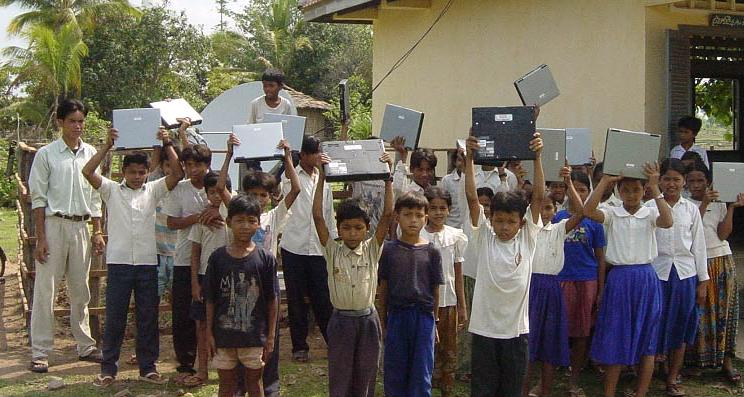
Crianças em uma escola remota do Camboja onde um programa piloto de laptop está em vigor desde 2001

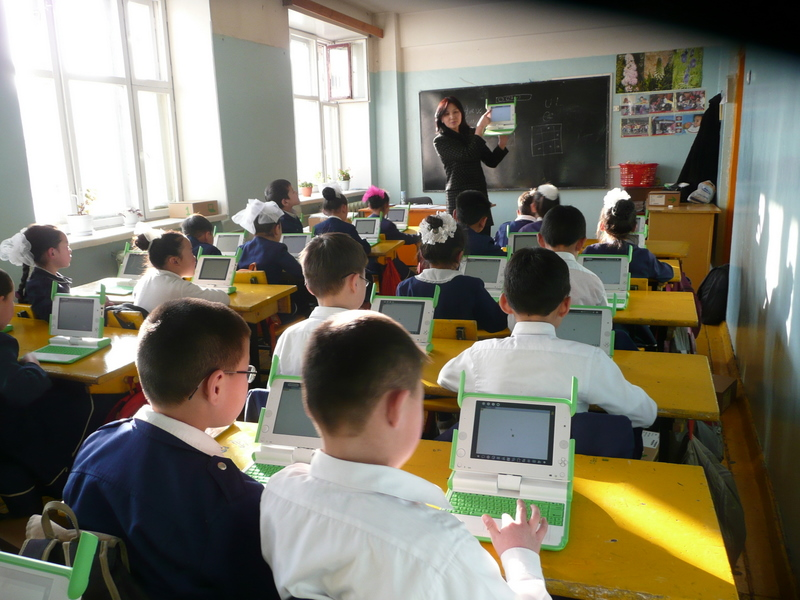
Uma classe OLPC em Ulã Bator, Mongólia

A partir de 2015, a OLPC relata que 'mais de 3 milhões de laptops' foram vendidos.

## Respostas regionais

### Uruguai
Em outubro de 2007, o Uruguai fez um pedido de 100.000 laptops, tornando-se o primeiro país a comprar um pedido completo de laptops. A primeira implantação real e não piloto da tecnologia OLPC aconteceu no Uruguai em dezembro de 2007. Desde então, mais 200.000 laptops foram encomendados para cobrir todas as crianças de escolas públicas entre 6 e 12 anos de idade.
O presidente Tabaré Vázquez, do Uruguai, apresentou o laptop final em uma escola em Montevidéu em 13 de outubro de 2009. Nos últimos dois anos, 362.000 alunos e 18.000 professores estiveram envolvidos e custou ao estado $ 260 (£ 159) por criança, incluindo custos de manutenção, reparos de equipamentos, treinamento para professores e conexão à internet. O custo anual de manutenção do programa, incluindo um portal de informações para alunos e professores, será de US$ 21 (£ 13) por criança.
O país teria se tornado o primeiro no mundo onde cada criança do ensino fundamental recebeu um laptop grátis em 13 de outubro de 2009 como parte do Plano Ceibal (Education Connect).
Infelizmente, embora cerca de 35% de todos os computadores OLPC tenham ido para o Uruguai, um estudo de 2013 do Instituto de Economia (Universidade da República, Uruguai) do plano Ceibal concluiu que o uso de laptops não melhorou a alfabetização e que o uso do computador laptops foi principalmente recreativo, com apenas 4,1% dos laptops sendo usados "todos" ou "a maioria" dos dias em 2012. A principal conclusão foi que os resultados não mostraram nenhum impacto do programa OLPC nas pontuações dos testes de leitura e matemática.

### Estados Unidos
Originalmente, a OLPC anunciou que os Estados Unidos não fariam parte do esforço do primeiro ano. Em 2008, Nicholas Negroponte disse que "a OLPC America já tem um diretor e um presidente e provavelmente ficará sediada em Washington, DC", no entanto, tal organização não foi criada. A partir de 2010, Birmingham, Alabama é a maior implantação nos Estados Unidos. Alguns disseram que a mudança no cenário econômico forçou a OLPC a ajustar sua estratégia de distribuição. Negroponte citou o patriotismo, "construindo massa crítica" e fornecendo um meio para crianças de todo o mundo se comunicarem.

### Artsakh
Em 26 de janeiro de 2012, o primeiro-ministro Ara Harutyunyan e o empresário Eduardo Eurnekian assinaram um memorando de entendimento lançando um programa OLPC em Artsakh. O programa é voltado para escolas primárias em Artsakh. Eurnekian espera diminuir a diferença, dando à região de guerra uma oportunidade de se engajar em uma educação mais sólida. A organização sem fins lucrativos Armênia General Benevolent Union, com sede em Nova York, está ajudando a assumir a responsabilidade, fornecendo apoio local. O governo de Artsakh está entusiasmado e trabalhando com a OLPC para concretizar o programa.

### Nigéria
A Lagos Analysis Corp., também chamada de Lancor, uma empresa nigeriana com sede em Lagos, nos Estados Unidos, processou a OLPC no final de 2007 em US $ 20 milhões, alegando que o design do teclado do computador foi roubado de um dispositivo patenteado da Lancor. A OLPC respondeu alegando que não havia vendido nenhum teclado multilíngue no design reivindicado pela Lancor, e que a Lancor havia deturpado e ocultado fatos relevantes perante o tribunal. Em janeiro de 2008, o Tribunal Federal da Nigéria rejeitou a moção da OLPC para arquivar o processo da LANCOR e estendeu sua liminar contra a OLPC distribuir seus laptops XO na Nigéria. A OLPC recorreu da decisão do Tribunal, o recurso ainda está pendente no Tribunal Federal de Apelações da Nigéria. Em março de 2008, a OLPC entrou com uma ação em Massachusetts para impedir que a LANCOR a processasse nos Estados Unidos. Em outubro de 2008, a revista MIT News relatou erroneamente que o Tribunal Superior de Middlesex concedeu as moções da OLPC para rejeitar todas as reivindicações da LANCOR contra a OLPC, Nicholas Negroponte e Quanta. Em 22 de outubro de 2010, a OLPC moveu voluntariamente o Tribunal de Massachusetts para rejeitar seu próprio processo contra a LANCOR.
Em 2007, laptops XO na Nigéria continham material pornográfico pertencente a crianças que participavam do Programa OLPC. Em resposta, a OLPC Nigéria anunciou que começaria a equipar as máquinas com filtros.

### Índia
O Ministério de Desenvolvimento de Recursos Humanos da Índia, em junho de 2006, rejeitou a iniciativa, dizendo que "seria impossível justificar um gasto dessa escala em um esquema discutível quando os fundos públicos continuam insuficientes para suprir necessidades bem estabelecidas listadas em diferentes documentos de políticas". Mais tarde, eles declararam planos para fabricar laptops a $ 10 cada para crianças em idade escolar. Dois projetos enviados ao Ministério por um estudante de engenharia do último ano do Vellore Institute of Technology e um pesquisador do Indian Institute of Science, Bangalore, em maio de 2007, descrevem um laptop que poderia ser produzido por "US$ 47 por laptop" mesmo para pequenos volumes. O Ministério anunciou em julho de 2008 que o custo de seu "laptop de $ 10" proposto seria de fato $ 100 quando o laptop fosse disponibilizado.[carece de fontes?] Em 2010, um tablet Sakshat de $ 35 relacionado foi revelado na Índia, lançado no ano seguinte como o "Aakash". Em 2011, cada Aakash foi vendido por aproximadamente US$ 44 por uma empresa indiana, a DataWind. A DataWind planeja lançar projetos semelhantes no Brasil, Egito, Panamá, Tailândia e Turquia. Posteriormente, a OLPC expressou apoio à iniciativa.
Em 2009, vários estados anunciaram planos de encomendar OLPCs. No entanto, até 2010, apenas o estado de Manipur implantou 1.000 laptops.

## Prêmios
- 2007 - INDEX Award - Categoria: Comunidade[111]